# Ральф Бекстром
Ральф Бекстром (англ. Ralph Backstrom; 18 вересня 1937, Кіркленд-Лейк — 7 лютого 2021, Віндзор, Колорадо) — канадський хокеїст, що грав на позиції центрального нападника. Грав за збірну команду Канади.
Володар Кубка Стенлі. Провів понад тисячу матчів у Національній хокейній лізі.

## Ігрова кар'єра
Хокейну кар'єру розпочав 1954 року.
Протягом професійної клубної ігрової кар'єри, що тривала 20 років, захищав кольори команд «Монреаль Канадієнс», «Лос-Анджелес Кінгс», «Чикаго Блек Гокс», «Рочестер Американс», «Чикаго Кугарс», «Денвер Сперс», «Оттава Цівікс» та «Нью-Інгленд Вейлерс».
Загалом провів 1148 матчів у НХЛ, включаючи 116 ігор плей-оф Кубка Стенлі.
Виступав за збірну Канади, провів 8 ігор в її складі.

## Тренерська робота
Тренував клуб Денвера, як асистент головного тренера, а також був асистентом головного тренера клубу НХЛ «Лос-Анджелес Кінгс».

## Нагороди та досягнення
- Пам'ятний трофей Колдера — 1959.
- Володар Кубка Стенлі в складі «Монреаль Канадієнс» — 1959, 1960, 1965, 1966, 1968, 1969.
- Учасник матчу усіх зірок НХЛ — 1958, 1959, 1960, 1962, 1965, 1967.

## Статистика

### Клубні виступи
| Сезон        | Клуб                        | Ліга         | Регулярний сезон | Регулярний сезон | Регулярний сезон | Регулярний сезон | Регулярний сезон | Плей-оф | Плей-оф | Плей-оф | Плей-оф | Плей-оф |
| Сезон        | Клуб                        | Ліга         | І                | Г                | П                | О                | ШХ               | І       | Г       | П       | О       | ШХ      |
| ------------ | --------------------------- | ------------ | ---------------- | ---------------- | ---------------- | ---------------- | ---------------- | ------- | ------- | ------- | ------- | ------- |
| 1954–55      | «Монреаль Юніорс Канадієнс» | КЮХЛ         | 21               | 7                | 6                | 13               | 2                | 5       | 2       | 1       | 3       | 4       |
| 1955–56      | «Монреаль Юніорс Канадієнс» | КЮХЛ         | 18               | 10               | 8                | 18               | 4                | —       | —       | —       | —       | —       |
| 1955–56      | «Монреаль Юніорс Канадієнс» | МК           | —                | —                | —                | —                | —                | 10      | 5       | 4       | 9       | 6       |
| 1956–57      | «Оттава Юніорс Канадієнс»   | ОХЛ          | 18               | 10               | 8                | 18               | 4                | —       | —       | —       | —       | —       |
| 1956–57      | «Оттава Юніорс Канадієнс»   | EOHL         | 18               | 7                | 10               | 17               | 4                | —       | —       | —       | —       | —       |
| 1956–57      | «Монреаль Канадієнс»        | НХЛ          | 3                | 0                | 0                | 0                | 0                | —       | —       | —       | —       | —       |
| 1956–57      | «Оттава Юніорс Канадієнс»   | МК           | —                | —                | —                | —                | —                | 15      | 17      | 11      | 28      | 19      |
| 1957–58      | «Оттава Юніорс Канадієнс»   | ОХЛ          | 26               | 24               | 27               | 51               | 64               | —       | —       | —       | —       | —       |
| 1957–58      | «Оттава Юніорс Канадієнс»   | EOHL         | 33               | 21               | 25               | 46               | 13               | —       | —       | —       | —       | —       |
| 1957–58      | «Монреаль Роялс»            | КвХЛ         | 1                | 0                | 1                | 1                | 0                | —       | —       | —       | —       | —       |
| 1957–58      | «Оттава Юніорс Канадієнс»   | МК           | —                | —                | —                | —                | —                | 13      | 17      | 9       | 26      | 24      |
| 1958–59      | «Монреаль Канадієнс»        | НХЛ          | 64               | 18               | 22               | 40               | 19               | 11      | 3       | 5       | 8       | 12      |
| 1959–60      | «Монреаль Канадієнс»        | НХЛ          | 64               | 13               | 15               | 28               | 24               | 7       | 0       | 3       | 3       | 2       |
| 1960–61      | «Монреаль Канадієнс»        | НХЛ          | 69               | 12               | 20               | 32               | 44               | 5       | 0       | 0       | 0       | 4       |
| 1961–62      | «Монреаль Канадієнс»        | НХЛ          | 66               | 27               | 38               | 65               | 29               | 5       | 0       | 1       | 1       | 6       |
| 1962–63      | «Монреаль Канадієнс»        | НХЛ          | 70               | 23               | 12               | 35               | 51               | 5       | 0       | 0       | 0       | 2       |
| 1963–64      | «Монреаль Канадієнс»        | НХЛ          | 70               | 8                | 21               | 29               | 41               | 7       | 2       | 1       | 3       | 8       |
| 1964–65      | «Монреаль Канадієнс»        | НХЛ          | 70               | 25               | 30               | 55               | 41               | 13      | 2       | 3       | 5       | 10      |
| 1965–66      | «Монреаль Канадієнс»        | НХЛ          | 67               | 22               | 20               | 42               | 10               | 10      | 3       | 4       | 7       | 4       |
| 1966–67      | «Монреаль Канадієнс»        | НХЛ          | 69               | 14               | 27               | 41               | 39               | 10      | 5       | 2       | 7       | 6       |
| 1967–68      | «Монреаль Канадієнс»        | НХЛ          | 70               | 20               | 25               | 45               | 14               | 13      | 4       | 3       | 7       | 4       |
| 1968–69      | «Монреаль Канадієнс»        | НХЛ          | 72               | 13               | 28               | 41               | 16               | 14      | 3       | 4       | 7       | 10      |
| 1969–70      | «Монреаль Канадієнс»        | НХЛ          | 72               | 19               | 24               | 43               | 20               | —       | —       | —       | —       | —       |
| 1970–71      | «Монреаль Канадієнс»        | НХЛ          | 16               | 1                | 4                | 5                | 0                | —       | —       | —       | —       | —       |
| 1970–71      | «Лос-Анджелес Кінгс»        | НХЛ          | 33               | 14               | 13               | 27               | 8                | —       | —       | —       | —       | —       |
| 1971–72      | «Лос-Анджелес Кінгс»        | НХЛ          | 76               | 23               | 29               | 52               | 22               | —       | —       | —       | —       | —       |
| 1972–73      | «Лос-Анджелес Кінгс»        | НХЛ          | 63               | 20               | 29               | 49               | 6                | —       | —       | —       | —       | —       |
| 1972–73      | «Чикаго Блек Гокс»          | НХЛ          | 16               | 6                | 3                | 9                | 2                | 16      | 5       | 6       | 11      | 0       |
| 1973–74      | «Чикаго Кугарс»             | ВХА          | 78               | 33               | 50               | 83               | 26               | 18      | 5       | 14      | 19      | 4       |
| 1974-75      | «Чикаго Кугарс»             | ВХА          | 70               | 15               | 24               | 39               | 28               | —       | —       | —       | —       | —       |
| 1975–76      | «Оттава Цівікс»             | ВХА          | 41               | 21               | 29               | 50               | 14               | —       | —       | —       | —       | —       |
| 1975–76      | «Нью-Інгленд Вейлерс»       | ВХА          | 38               | 14               | 19               | 33               | 6                | 17      | 5       | 4       | 9       | 8       |
| 1976–77      | «Нью-Інгленд Вейлерс»       | ВХА          | 77               | 17               | 31               | 48               | 30               | 3       | 0       | 0       | 0       | 0       |
| Усього в НХЛ | Усього в НХЛ                | Усього в НХЛ | 1032             | 278              | 361              | 639              | 386              | 116     | 27      | 32      | 59      | 68      |
| Усього у ВХА | Усього у ВХА                | Усього у ВХА | 234              | 85               | 129              | 214              | 76               | 38      | 10      | 18      | 28      | 12      |

### Збірна
| Рік                | Команда            | Турнір             |   | І | Г | П | О  | ШХ |
| ------------------ | ------------------ | ------------------ | - | - | - | - | -- | -- |
| 1974               | Канада             | Суперсерія-74      | 8 | 4 | 4 | 8 | 10 |    |
| Національна збірна | Національна збірна | Національна збірна | 8 | 4 | 4 | 8 | 10 |    |